# Essai sur les libertés
 (octobre 2016).
Améliorez-le ou discutez des points à vérifier. 
 (décembre 2018).
- Si vous ne connaissez pas le sujet, laissez ce bandeau (vous pouvez alors contacter les auteurs).
- Si vous supprimez le contenu mis en cause (vous pouvez préalablement contacter les auteurs),

argumentez précisément cette suppression dans la page de discussion
(un manque de référence n'est pas un argument ; une recherche réelle de référence doit avoir été effectuée, être formellement documentée).
Essai sur les libertés est un livre du sociologue français Raymond Aron paru en 1965. Il est issu de 3 conférences données en Avril 1963 à l'Université de Californie (Berkeley), organisées par un Comité Jefferson. Partant de la thèse de Marx selon laquelle les libertés politiques, personnelles et intellectuelles sont sans portée effective, et que seule une révolution garantira la liberté réelle, Raymond Aron s'est donné 3 axes d'analyse. D'abord la confrontation des doctrines d'Alexis de Tocqueville et de Karl Marx. Ensuite l'étude de l'actuelle synthèse démocratique et libérale, et des critiques qui en est faite, de la part des purs libéraux, et de la part des socialistes. Enfin l'interrogation sur la compatibilité entre les nécessités de la civilisation technique, et la liberté politique au sens strict du terme. 

## Plan
Introduction
Chapitre Premier : Alexis de Tocqueville et Karl Marx
Chapitre II : Libertés formelles et libertés réelles
Chapitre III : Liberté politique et société technique
Conclusion.

## Contenu de l'œuvre

### Introduction
Raymond Aron aborde dans ces conférences la valeur que Thomas Jefferson mettait le plus haut : la liberté. Il souhaite confronter cette notion dans le siècle des Lumières et dans notre société actuelle urbaine et industrielle. Aux États-Unis, la confrontation est aisée, la constitution fondée par les pères fondateurs est encore en vigueur. Par contre en France, les constitutions ont été nombreuses et peu durables, et ont souvent séparé démocratie et libéralisme. La prépondérance proclamée de la volonté populaire a servi à supprimer les libertés personnelles et les institutions représentatives. 
Il utilise les écrits d'un témoin attentif de la société américaine, avant le progrès technique et le développement économique, qui a eu une démarche sociologique et philosophique : Alexis de Tocqueville.

### Chapitre Premier: Alexis De Tocqueville et Karl Marx
D'abord précisons le vocabulaire. Pour Tocqueville, Démocratie signifie état de la société et non forme de gouvernement. Il oppose démocratie à aristocratie, pas cette aristocratie industrielle qui commence à apparaître mais qu'il ne voit pas comme classe, mais bien l'aristocratie terrienne, héréditaire, qui institue une inégalité dans la loi, qui regroupe richesse et pouvoir, et qui méprise le travail. Dans la démocratie d'Alexis de Tocqueville, le travail devient une activité honorable, où aussi bien servants que président reçoivent un salaire. Il n'utilise le sens politique du mot que quand il parle de la Constituante, et associe alors Démocratie et Libéralisme.
Le mot "liberté" est lui défini sous 2 aspects : 
- Un sens négatif : "tout homme a droit à vivre indépendant de ses semblables et à régler comme il l'entend sa propre destinée". L'homme jouit de sécurité, et d'absence d'arbitraire.
- Un sens positif de liberté politique : "faculté de la nation de se gouverner, garanties du droit, liberté de penser, de parler et d'écrire", liberté réservée dans l'Ancien Régime à l'aristocratie (la servitude étant le lot du peuple), et que la Constitution américaine généralise.
- En éliminant de son champ une liberté débridée, ennemie de toute autorité. La liberté civile et morale consiste à faire sans crainte tout ce qui est juste et bon.
Tocqueville décrit la société moderne par l'égalité des conditions, considérant la division en classes comme un reliquat de l'Ancien Régime. Dix ans après, Marx rapporte la démocratie, et la constitution, au peuple réel, lui prêtant une nature supérieure puisqu'émanant du peuple. Elle ne s'accomplit que dans la confusion entre travailleur et citoyen. Une révolution politique ne suffit pas à abolir une société de classes, une révolution sociale et économique est nécessaire pour que l'homme soit libéré de toute aliénation. Il refuse que l'ordre social soit une fatalité, échappant à la maîtrise de l'homme, et veut achever l'œuvre de la Révolution française. Il appelle formelles les libertés politiques et personnelles, car peu d'hommes peuvent jouir de droits subjectifs. La société de liberté réelle est celle dans laquelle tout homme peut, durant toute son existence, accomplir effectivement l'idéal démocratique. Il faut poursuivre l'Histoire pour atteindre cet objectif.
L'opposition ne porte pas tant sur des critères biographico-sociologiques - de Tocqueville l'aristocrate rallié à la démocratie par raison, Marx le bourgeois révolté par une bourgeoisie qui trahit ses valeurs - l'un craignant que l'individu ne fût privé de la liberté-indépendance et de la liberté-participation, l'autre tenant la libre-entreprise pour la cause de l'asservissement de tous. Elle tient surtout à la réponse de chacun à cette question : l'économie fondée sur la propriété privée creuse-t-elle ou non le fossé entre les riches et les pauvres ? La combinaison de ressources accrues et d'un climat démocratique a amélioré le sort de la plupart, et non creusé les inégalités.
Se pose en 1963 la question des libertés dans le bloc soviétique. La discipline du mensonge sous Staline. La révolte de 1956 en Hongrie, où le peuple réclame "liberté" comme en 1848 à Paris. Les masses populaires qui se sont soulevées se ressentaient exploitées. En l'absence d'exploiteur privé, puisque c'est le parti communiste hongrois qui organise l'économie. Sur un mode il est vrai proche du capitalisme : primauté va à l'investissement sur la redistribution à l'ouvrier. Une telle révolte n'a pas eu lieu en occident, l'augmentation du niveau de vie l'ayant prévenue. 
Les sociétés industrielles sont-elles héritières du libéralisme ou de l'ambition marxiste ? Toutes ont instauré, par confiance en elles, des mécanismes prévenant la misère d'autrui. Tout en respectant les libertés politiques, au risque parfois de freiner les évolutions techniques et sociales. Ce modèle a été copié au Japon, en Turquie. Le triple idéal des sociétés actuelles est la souveraineté bourgeoise, l'efficacité technique, et le droit pour chacun de choisir la voie de son salut.

### Chapitre II: Libertés formelles et libertés réelles
Souvenons-nous, 18 ans après la première guerre mondiale, les démocraties libérales ont disparu de la plus grande partie de l'Europe. La France est en péril, entre velléités fascistes de la droite et puissance du Parti Communiste. 18 ans après la seconde guerre mondiale, l'Europe présente un spectacle de croissance. La France est rentrée dans la consommation de masse. Niveau de vie en hausse, moyens techniques prometteurs, vieilles traditions remplacées par une administration efficace. Mais également participation du travailleur par les syndicats et du citoyen par le vote, participation de l'État dans les entreprises privées et prise en charge de la protection sociale. C'est la fin des idéologies. Marxisme-léninisme, fascisme, et libéralisme, ne provoquent plus une foi soulevant les montagnes. Leur objection n'a pas été donnée par l'idéologie, mais par les résultats de leur pratique. À leur place, l'économie a permis de satisfaire aux revendications de "libertés réelles" : meilleur niveau de vie et intégration des travailleurs à la collectivité.
La diffusion hors de l'Occident de la démocratie libérale dépend-elle du niveau économique et du multipartisme ? Oui pour le Japon, mais non pour l'Inde! Et quel est le rapport entre la liberté (capacité de réflexion et de décision) de l'Homme, et celle d'une nation? Regardons l'Algérie. L'intégration un temps demandée assurait la liberté de fait, mais pas l'égalité formelle inscrite dans la Loi! (Aux États-Unis, le "problème noir" est similaire). Le ressenti d'une discrimination annihile le sentiment de liberté. La lutte a apporté la libération de la nation algérienne, mais l'oppression s'est portée sur l'opposition interne. (Les révolutions qui ont amené la démocratie en Angleterre et en France ont elles aussi fait couler le sang.) De même l'URSS a bâti un empire au nom du peuple mais sans consultation du peuple et sans écoute d'une opposition. Dit brutalement, les institutions de la démocratie représentative sont-elles l'expression nécessaire, en 1963, du désir universel de liberté ? A l'est comme à l'ouest, les besoins incompressibles de tout homme sont la liberté de pensée et la protection contre l'arbitraire de la police. Par contre, le vote est-il héritage d'une tradition, ou élément de liberté ? Quelle place ont les institutions politiques dans le bon fonctionnement de notre société industrielle ? Ce débat occupera les Historiens.
Mais avons-nous raison de représenter une société opulente sans conflit fondamental, ou est-ce une fiction démocratique ? L'opulence est relative, le pouvoir d'achat effectif de chacun est inférieur aux besoins estimés normaux. La pauvreté existe aux États-Unis, et la pauvreté majeure équivaut à la servitude par la perte de dignité qu'elle entraîne. M. Harrington a parlé d'une Autre Amérique. Même si les inégalités se sont un peu tassées dans les années 50, il reste des concentrations de fortune qui font craindre des concentrations de pouvoir économique (monopole) ou politique. Aron considère que la démocratie et ses institutions sont un meilleur moyen de lutter contre ces dérives qu'un système socialiste. 
En contrepartie, la théorie libérale-individualiste, ou Whig, a été relancée par l'analyse de F. A. Hayek. L'homme n'est pas seulement écrasé par le besoin ou la peur, il peut l'être aussi par le pouvoir de l'État et l'arbitraire de l'administration, qui nuit à l'initiative individuelle. La liberté, qui prime sur la démocratie pour Hayek, est l'absence de toute contrainte au service d'un autre homme. C'est la liberté de l'entrepreneur ou du consommateur, pas celle du travailleur, du soldat, ni du jésuite. Répondant à une loi générale l'Homme reste libre, c'est quand quelqu'un le contraint qu'il se trouve aliéné. De même, des règlements administratifs, parfois difficiles à appréhender et à contrôler pour les institutions politiques, brident la liberté. Hayek souligne aussi le rôle de syndicats, qui marchandent un emploi contre une adhésion, ou qui protègent des travailleurs aisés sans s'intéresser au sort des plus défavorisés. La critique concerne aussi l'impôt progressif : inégalitaire par nature, est-il assez redistributeur ?  De toute façon l'égalité parfaite n'existe pas, et c'est un fait bien accepté par l'opinion.
Nous oscillons entre 2 cauchemars. Celui de Marx s'est révélé faux, les salaires ont augmenté régulièrement, le travail est encadré par des règlements établis de façon contractuelle, la concentration du capital n'a pas entraîné l'expropriation, la technique a crû mais a augmenté le confort du travailleur. Tocqueville entrevoyait une autre forme d'horreur : un homme au milieu d'une foule, tournant en rond à la recherche de ses petits et vulgaires plaisirs, ignorant les autres hommes, materné par un État protecteur et nourricier pourvoyant à son confort et le maintenant dans une perpétuelle enfance. Cette vision est une des sources des analyses de Hayek. Alors, l'affaiblissement des idéologies lié au demi-succès de la synthèse démocratico-libérale annonce-t-il la mort du citoyen ?

### Chapitre III: Liberté politique et société technique
La liberté politique a-t-elle été conservée dans sa substance ? L'homme de la société industrielle, tour à tour travailleur pressuré, consommateur influencé, téléspectateur passif, sait-il encore ce qu'est la liberté ? 
J'appelle liberté politique la participation du citoyen à la chose publique, avec le sentiment d'exercer une influence sur le destin de la collectivité, soit directement soit par l'intermédiaire de ses élus. Une démocratie stabilisée est : considérée comme légitime par la majorité; et efficace. Les règles de la compétition démocratique doivent être acceptées par les partis rivaux. 
La France de 1963 est pessimiste quant à sa liberté politique après le déclin de la 4° République et après une constitution de 1958 instaurant un pouvoir présidentiel plus personnel, même si les instances régulatrices sont préservées. L'existence de domaines réservés comme les Affaires Étrangères est vécu comme perturbant. Le mode de désignation du personnel politique peut favoriser l'anonymat quand un président de chambre est élu en interne, ou peut se trouver personnalisée quand la nation se tourne vers un sauveur : Clemenceau, Poincaré, et maintenant De Gaulle. La désignation du président de la République au suffrage universel va dans ce sens, signifiant la fin du provincialisme, et réalisant une quasi-monarchie élective. Le système à 2 tours favorise les partis conservateurs. On ressent une influence grandissante de l'administration. Aron constate que la croissance économique a plus facilité la vie des gens que ne l'aurait fait une redistribution étatique . Les débats portent sur l'équité du partage des fruits de la croissance.
Le monde anglo-saxon est doté de régimes constitutionnels-pluralistes, basés sur l'existence légitime de groupes multiples, et le respect des règles de prise de fonction dans ces groupes. 3 types de dialogues s'instaurent : entre les groupes d'intérêt, les partis, et les fonctionnaires experts associés aux bureaux ministériels. 
La démocratie américaine, plus "présidentielle", se base sur le compromis. Dans les partis, le vaincu des primaires s'allie au vainqueur pour rester dans le jeu politique, les carrières peuvent y être fulgurantes, la discussion existe au sein du parti, qui est une coalition de minorités. Le dialogue est constant dans le mode de gouvernement, entre chambres et président. Le parlementaire ne suit pas la ligne d'un parti mais reste libre. Le président décide, et voit son action vérifiée par des commissions parlementaires. Il doit convaincre pour voir un budget voté, car il ne peut pas contraindre. Le Congrès gardien de la Constitution, défend les libertés, rendant parfois les ajustements conjoncturels très difficiles à adopter. Il veille aussi à ce que l’État fédéral ne supplante pas les États, ce qui peut empêcher une législation sur l'éducation, ou la ségrégation raciale. Le débat porte sur la correction des inégalités de revenus, et la sauvegarde des droits.
La démocratie anglaise est au contraire "parlementaire"; le parlement gouverne et le premier ministre suit. Les partis sont disciplinés, anciens, et les hommes s'adaptent à leur structure plutôt que le contraire. Les débats sont basés autant sur l'inégalité sociale (éducation) que sur le domaine économique.
On retrouve des tendances universelles. La modification des modes de communication joue sur le mode de désignation des élus. Choisira-t-on plus entre 2 personnes ou entre 2 programmes ? Dans ce monde complexe, comment des élus sans compétence technique peuvent-ils discuter avec les meilleurs experts ? Et comment un homme cherchant son plus grand bien-être devient-il un citoyen en quête de participation politique ? Le Parti politique garde son importance comme lien entre le citoyen, mise en œuvre de ses valeurs et élaboration d'un programme. Le déclin des notables est un thème récurrent, et se pose la question de la désignation des élus.
Dans une société d'économie progressive, le citoyen choisit sa vie quotidienne dans son environnement proche, mais aime à déléguer les décisions complexes. Il tranche en fonction d'une efficacité supposée plutôt qu'en fonction de principes. Il a beaucoup d'informations mais pas toujours l'éducation qui lui permet de comprendre. Mais faut-il connaître le fonctionnement d'une centrale nucléaire pour prendre des décisions ? Le niveau des discussions est accessible à l'amateur éclairé.
Que signifie Liberté pour un salarié ? Seul l'indépendant est libre, mais il est minoritaire. Le salarié est protégé, par des lois sociales, mais subit une organisation technico-bureaucratique et une hiérarchie. Sa liberté est dans son pouvoir d'achat, mais il a une marge de dialogue étroite avec le pouvoir. En zone socialiste, la nationalisation de l'outil de travail a entraîné moins de liberté pour le travailleur.
La nature de la société industrielle prête à la critique politico-culturelle, même sous sa forme démocratico-libérale. Plus de choix de consommation, de voyages, d'éducation, de mobilité sociale... mais moins de stabilité. Et là où jadis l'absence d'évolution était normale, il existera une frustration de jeunes éduqués de ne pouvoir choisir leur existence.

### Conclusion
Liberté ou Libertés ? La définition n'est pas claire entre droits inscrits dans la Loi ? Ou capacités effectives, participation à la chose publique, limitation réciproque des pouvoirs, vie privée des individus et organisation de l'État ? Nous sommes restés sur l'analyse sociale, non sur l'individu, et sur la conduite qui mérite d'être appelée libre. 
Être libre de faire quelque chose, ou être capable de faire quelque chose, ça n'a pas le même sens. L'incapacité devient non-liberté si elle est due à autrui. La loi rend non libre de commettre un acte délictueux, mais elle accroît la liberté quand elle interdit qu'autrui m'empêche. La loi est un équilibre entre les libertés. Les contre-révolutionnaires en 1789 dénonçaient la mise à mal des libertés, que l'Ancien Régime avait attribuées à des collectivités (paroisses, universités, ordres), et niaient la possibilité d'une liberté individuelle, l'individu se trouvant alors à leur sens isolé aux mains d'un État anonyme. Aux États-Unis, les adversaires des Lois contre la ségrégation estiment que c'est bien leur droit de faire rentrer qui ils veulent dans leurs établissements... Les despotes ne nient jamais que la liberté ne soit excellente ... à leur usage propre! Autre mode de rapport à la capacité. Si l'école est payante, l'ouvrier est libre d'envoyer ses enfants à l'école, s'il ne peut payer, il n'en est pas capable, mais cela n'entrave pas sa liberté. C'est la logique de l'égalité qui amène à confondre non-capacité et non-liberté.
Tout régime se réclame de la liberté. En même temps nulle part l'individu est totalement libre ou totalement contraint. Le critère de liberté reste toutefois pertinent pour classer les sociétés. La première liberté est la sécurité. Parmi les droits fondamentaux, 2 sont contraires à l'idéal socialiste : le droit de propriété (qui sera vu comme usurpation privant autrui à l'est) et le droit d'association. 
Enfin opposons les théories dogmatiques de la liberté. Pour les démocrates la liberté est définie et sauvegardée par le respect de procédures légales selon lesquelles s'exprime la volonté populaire. Pour les libéraux l'accent est mis sur le mode d'exercice du pouvoir et les limites qu'il doit respecter. 